# Weidbach (Apfelstädt)
Der Weidbach ist ein etwa zehn Kilometer langer rechter Nebenfluss der Apfelstädt in Thüringen.

## Geografie und Verlauf
Der Bach hat zwei Quellbäche: Das Wasser des Saugrabens, das am Rande des Truppenübungsplatzes auf der Ohrdrufer Platte im Südwesten Mühlbergs entspringt. Der Bach durchfließt sodann eine schluchtartige Geländevertiefung in Richtung Mühlberg. Zum Zweiten der Bach des Schnepfthals, der etwas weiter südlich des Saugraben-Quellgebiets entspringt. In der dorfnahen Gänseweide vereinigen sich die beiden Bäche. Schon bald nach Eintritt ins Ortsgebiet wird der vereinigte Bach verstärkt durch das Wasser der Spring-Quelle und heißt nun Weidbach. In der Ortsmitte nimmt er das Wasser des Burgbachs auf, der als Pferdebrunnen in Röhrensee entspringt und als Rinnsal in nördlicher Richtung zum Fuße der Schlossleite fließt, einem Höhenzug zwischen Mühlberg und Holzhausen. Von dort plätschert der Burgbach in nordwestlicher Richtung nach Mühlberg. Hier unterquert er die Karl-Marx- und die Burgstraße und nimmt beim Aquädukt den Weidbach auf. Der Aquädukt ist ein künstlich angelegter Wasserlauf, der früher zur Weiterleitung des Weidbaches zur Steigmühle diente. Heute fällt das Weidbachwasser durch eine Öffnung im Aquädukt in den Burgbach. Im Jahre 1993 wurde der Aquädukt mit Denkmalpflegemitteln des Landes Thüringen erneuert. Wenige Meter nach der Vereinigung mit dem Burgbach diente der Weidbach in der Vergangenheit zum Betrieb einiger der Mühlberger Mühlen.
Nun fließt er in leichtem Rechtsbogen in nordöstlicher Richtung, vorbei an der Steigmühle, unterquert die Haarhäuser Straße, passiert die Öl- und Graupen-Mühle, unterquert die Mühlenstraße und fließt in nördlicher Richtung auf die letzte Mühle des Mühlberger Gebiets zu, die Feldmühle. Hier nimmt er in 267,5 m Höhe von links das Wasser eines namenlosen Bachs auf, der sein Quellgebiet auf dem Gelände von Gut Ringhofen westlich von Mühlberg hat.
Im weiteren Verlauf nach etwa 1200 m fließt von rechts das Wasser der Eymersborn-Quelle ein, die am Nordhang der Schlossleite zu finden ist. Dieses Wasser hat vor der Einmündung in den Weidbach zwei Torfstiche durchquert (Durchströmungsmoore) und das Wasser aus dem Gräfenbrunnen aufgenommen.  Nun verlässt der Bach das Mühlberger Gebiet und die Gemeinde Drei Gleichen und kommt auf das Gebiet des Ortsteils Apfelstädt der Gemeinde Nesse-Apfelstädt. Nun teilt sich der Bach in einen nördlichen und südlichen Lauf, das Apfelstädter Ried umfassend. Der südliche Arm verläuft etwa 600 m entlang der Gemeindegrenze, bis er an der Südostecke des Rieds das Gebiet von Sülzenbrücken erreicht, den Keltergraben aufnimmt und nach Norden abschwenkt.
300 m weiter vereinigen sich die beiden Arme wieder in 250 m Höhe und fließen nordwestlich in Richtung Sülzenbrücken-Ortslage. Kurz vor dem Bebauungsgebiet mündet der Schlammgraben, der zuvor von der Salzquelle verstärkt wurde, in den Weidbach.  Dieser tangiert im weiteren Verlauf den nördlichen Ortsrand von Sülzenbrücken, unterquert die Straße nach Apfelstädt, sodann den Damm der Bahnstrecke Erfurt – Meiningen, die A 4 und die Landstraße 2147 zwischen Kornhochheim und dem Apfelstädter Gewerbegebiet.
An der Klemmsmühle trifft der Weidbach auf Neudietendorfer Gebiet. Etwa 300 m weiter verzweigt sich der Bach wiederum: der nördliche Arm mündet gegenüber der Gartenstraße unmittelbar vor der Brücke zum Sportplatz in einer Höhe von 239,9 m in die Apfelstädt. Der südliche Arm unterquert nach 400 m die Kornhochheimer Straße, verzweigt sich erneut und fließt in nordwestlicher Richtung unterhalb des Kirchbergs seinen Mündungen entgegen. Einen letzten Nutzen brachte er in der Vergangenheit noch durch die Versorgung der Untermühle mit seiner Wasserkraft. Die letzte Mündung der beiden verbliebenen Bacharme mündet in 236,3 m Höhe gegenüber der Gotterstraße in die Apfelstädt.

## Die Mühlen
Der Weidbach diente in der Vergangenheit zum Betrieb einiger Mühlen:
- Die Gölitzensmühle: Die 1528 erstmals erwähnte Mühle ist die erste Mühle hinter dem Spring. Bis 1655 war sie als Ringhofer Mühle bekannt. Bis 1969 wurde sie vom Springwasser betrieben, wurde seitdem bis 1992 elektrisch angetrieben. Sie bekam 1992/93 neue Mühlenräder und verfügt über eine noch sehr gut erhaltene Mühlentechnik. 1996 wurde die Königswelle  erneuert.
- Ehemalige Marktmühle: Sie wurde erstmals 1546 erwähnt und bis 1922 als Getreidemühle betrieben. Seit 1928 ist sie nicht mehr in Betrieb, Mahlmühle und Wasserrad wurden entfernt, Mahlmühle und Hofanlage stehen unter Denkmalschutz. Das Anwesen wurde 1960 zum Wohnhaus umgebaut.
- Die älteste und größte Mühle des Ortes ist die Steigmühle. Sie wurde erstmals 1249 erwähnt und bis 1970 von insgesamt 28 Besitzern betrieben. Das  oberschlächtige Mühlrad  hat einen Durchmesser von fünf Metern. Gustav Freytag erwähnt die Mühle in seinem Roman Das Nest der Zaunkönige.
- Die vorletzte, ehemals vom Weidbach betriebene Mühle auf Mühlberger Terrain ist die Öl- und Graupenmühle. Die 1528 erstmals erwähnte Mühle fiel 1728 einem Großbrand zum Opfer. Nach Wiederaufbau und -herrichtung der Technik mit öffentlichen Mittel funktioniert die Mühle nun wieder und beherbergt seit dem 9. Juni 2003 das Mühlenmuseum. Die Mühle besitzt ein Stampf- und Presswerk aus dem 18. Jahrhundert und ist die einzige funktionstüchtige ihrer Art in Thüringen.
- Die Klemmsmühle auf (Neu)dietendorfer Gebiet wurde 1839–1841 gebaut. Sie ist die vorletzte noch sichtbare Mühle des Weidbachs vor der
- Untermühle in Neudietendorf.
- Es gibt in Dietendorf noch eine Bergmühle am südlichen Arm des Weidbachs vor der Unterquerung der Kornhochheimer Straße.

## Bilder am Weidbach

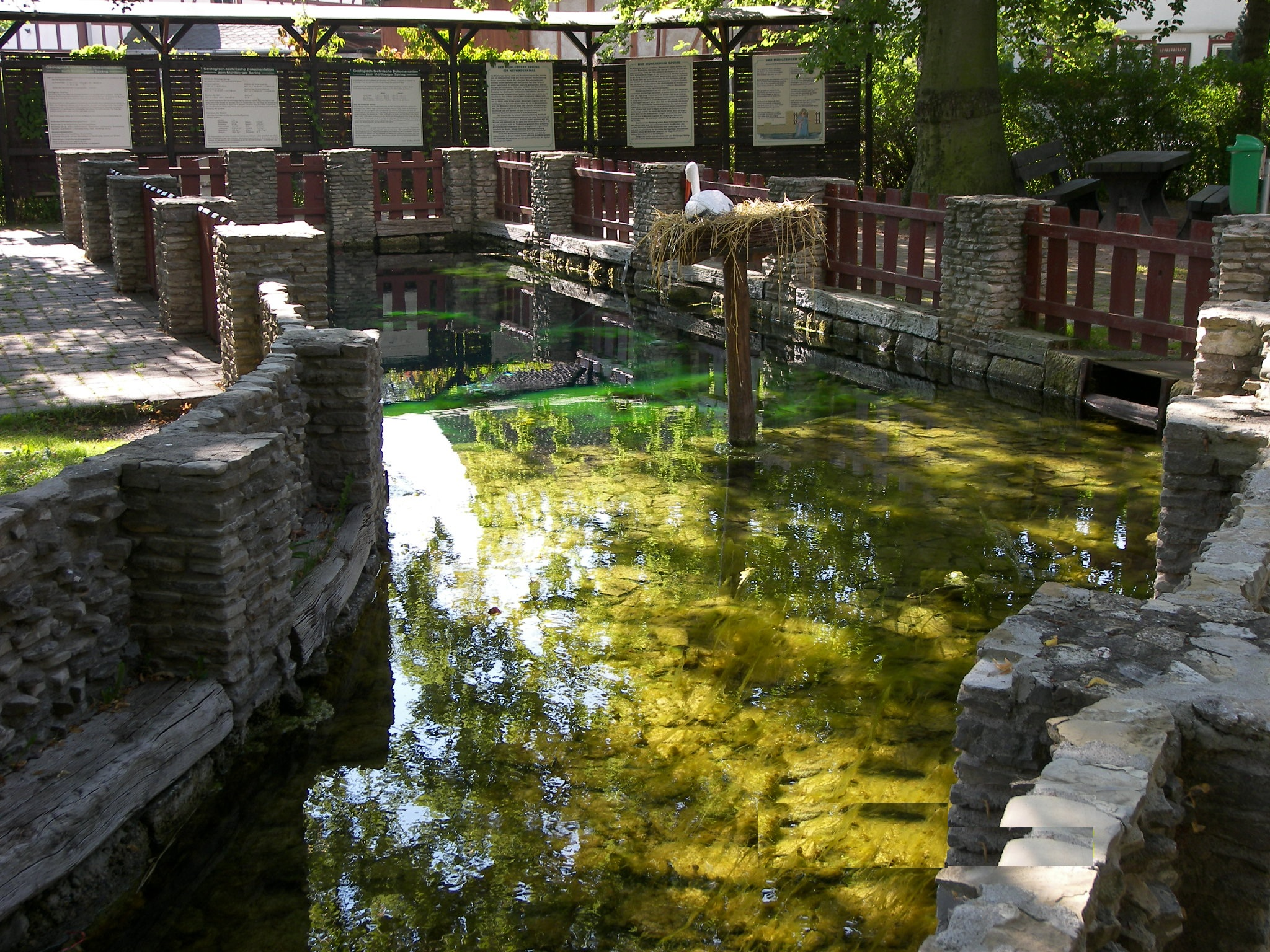
Der Spring, wichtigster Zufluss des Weidbaches
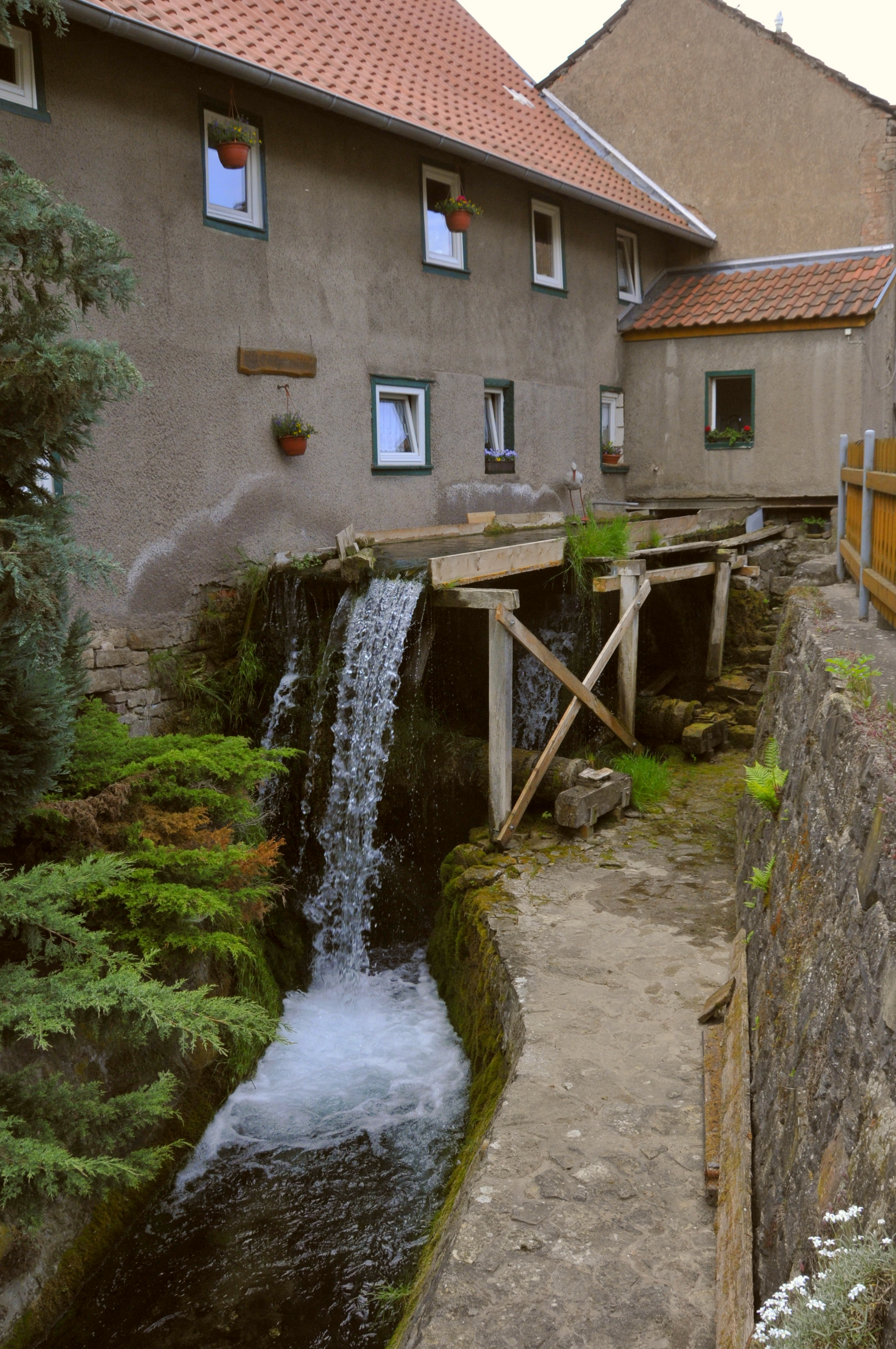
Gölitzenmühle in Mühlberg
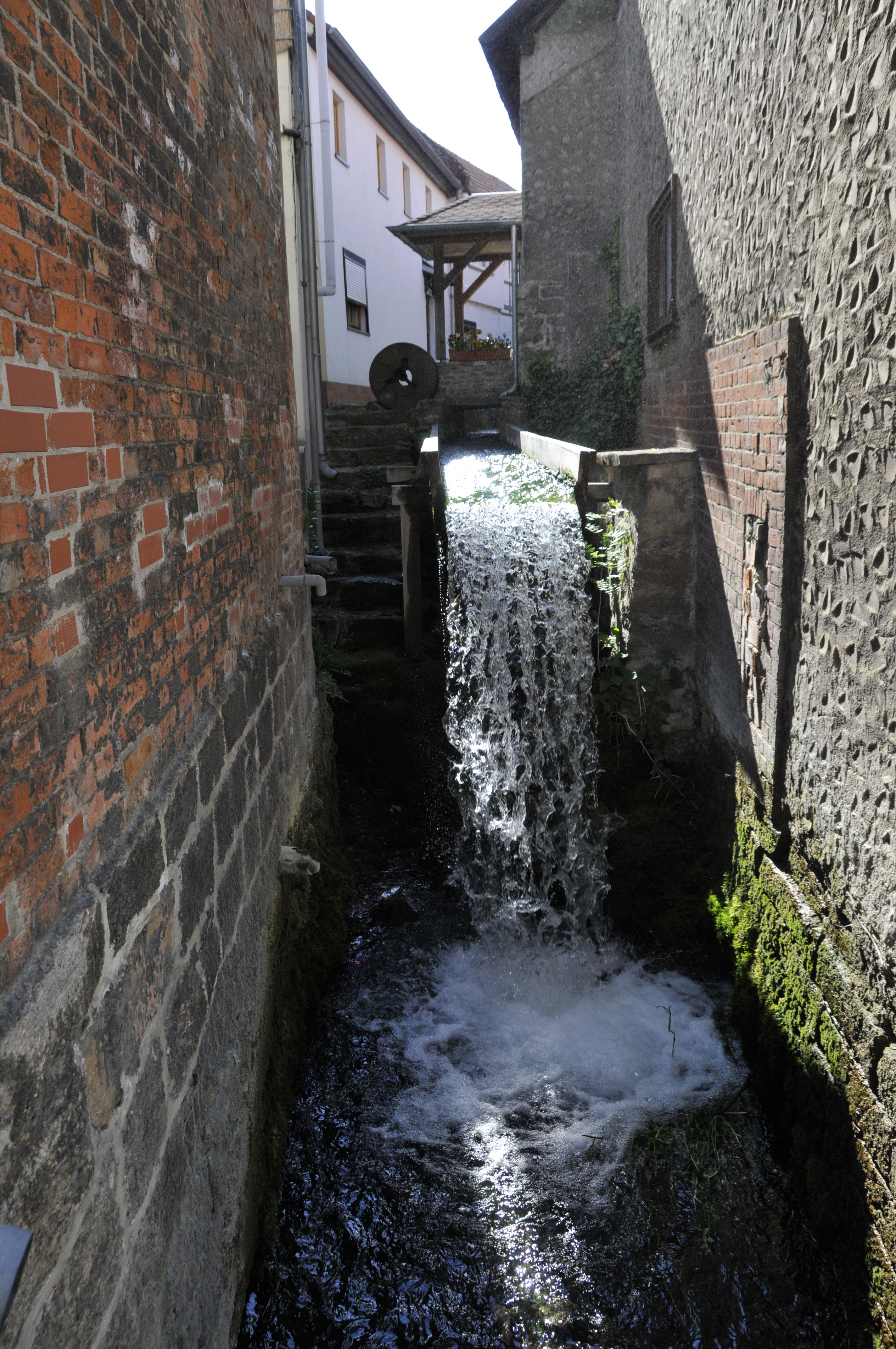
An der Marktmühle in Mühlberg
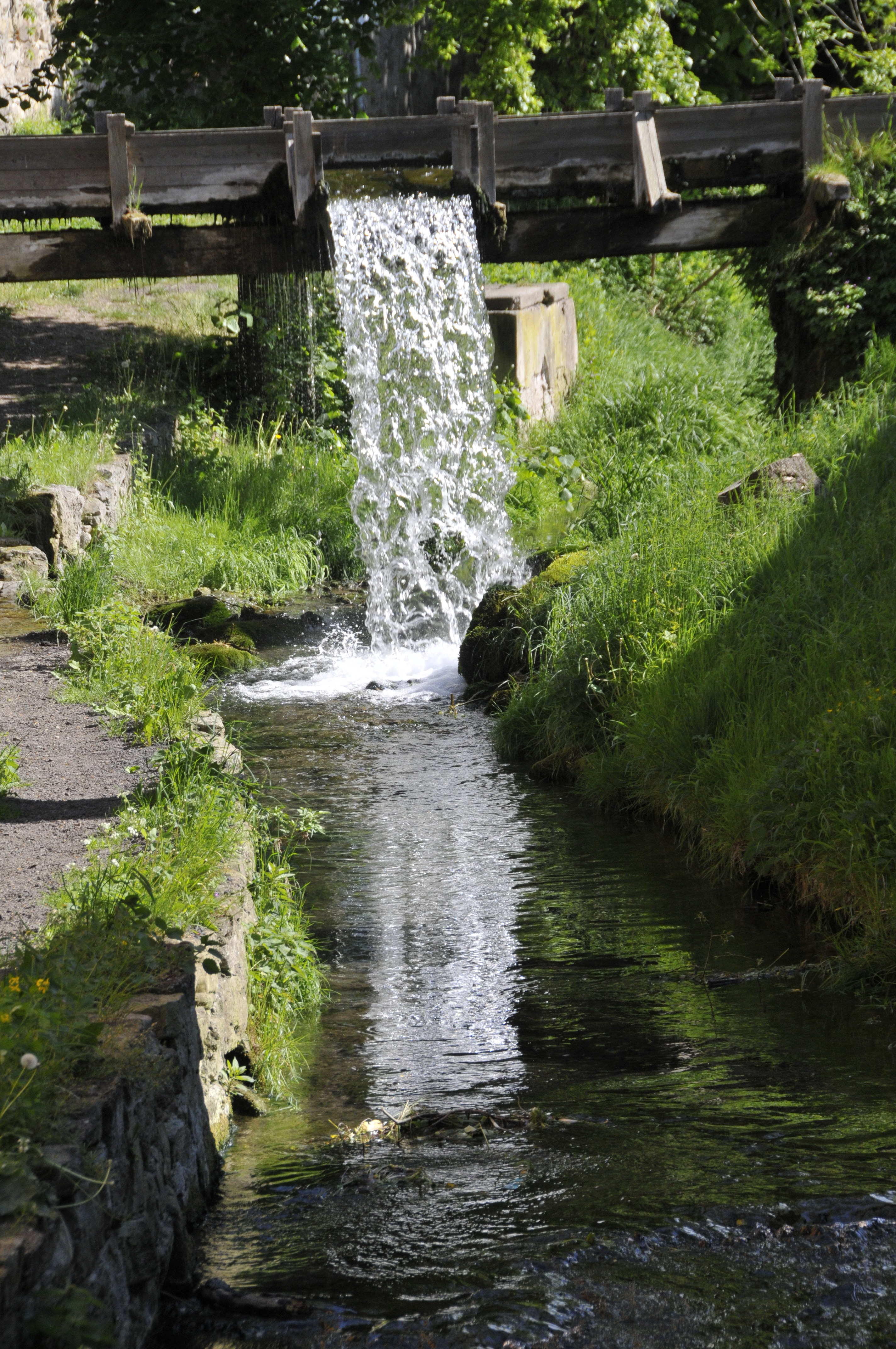
„Aquädukt“: Das Wasser des Weidbaches fällt in das Burgbach-Bachbett
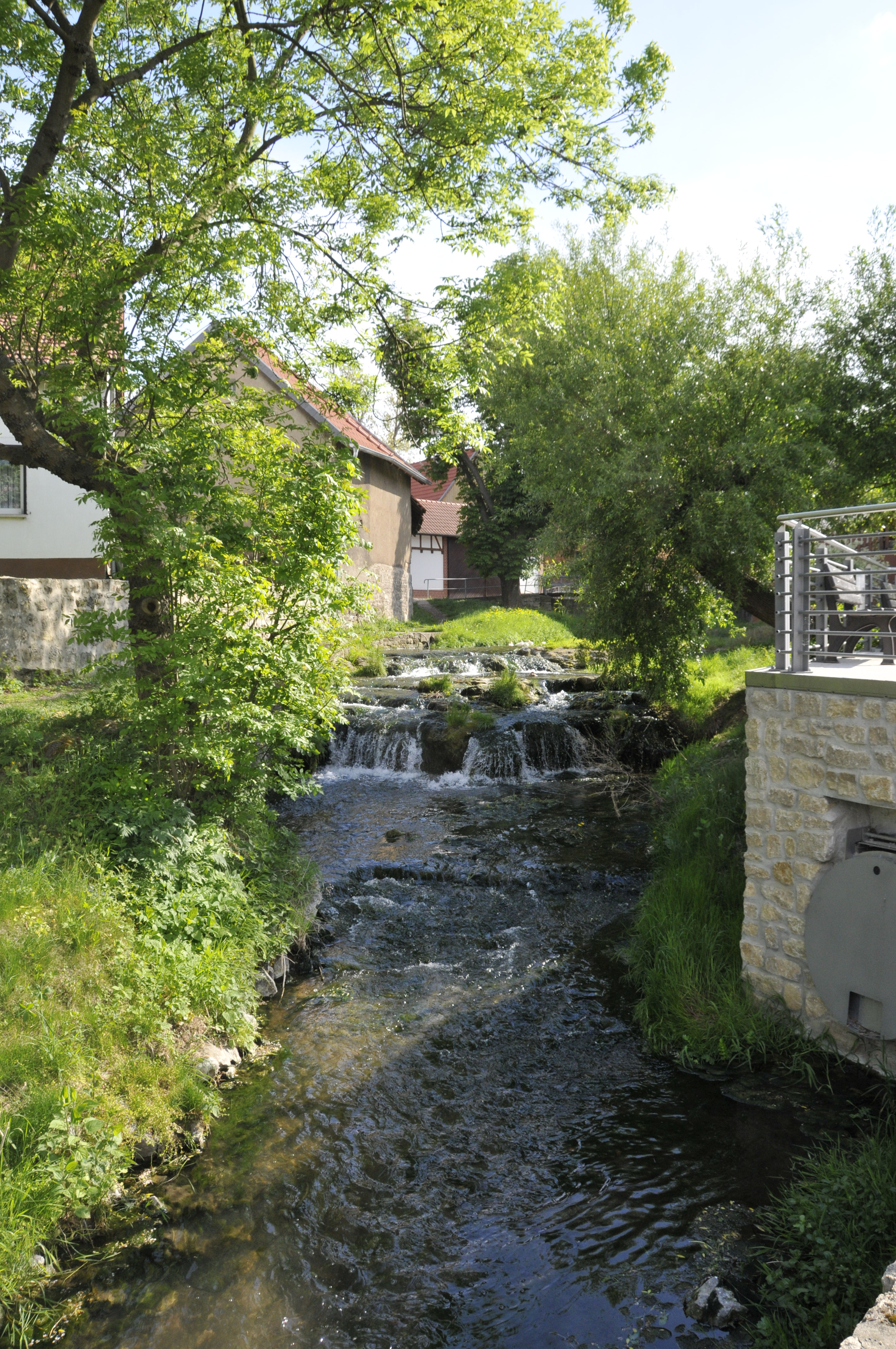
Die „Travertin-Treppe“ in Mühlberg
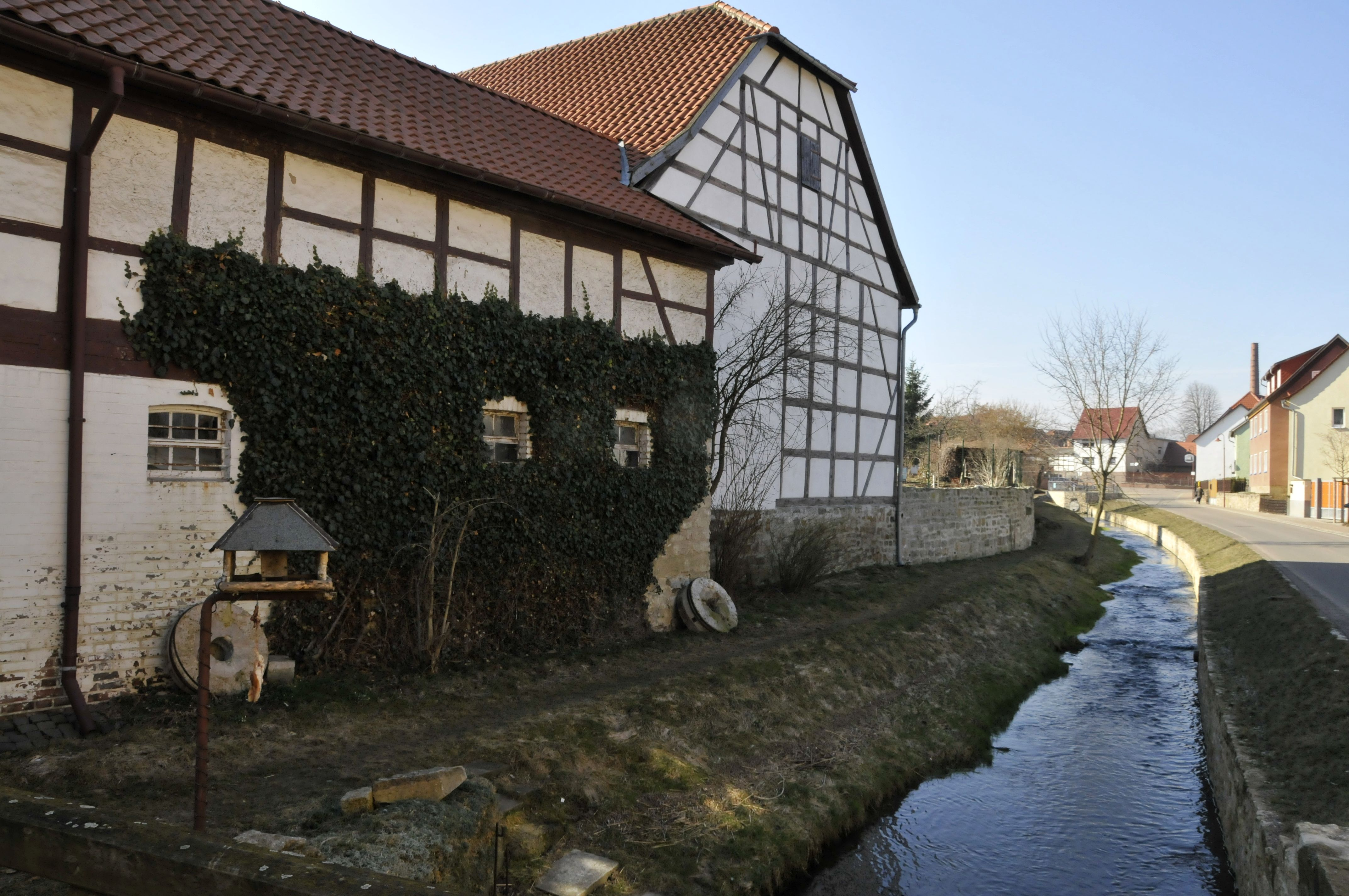
An der Steigmühle in Mühlberg
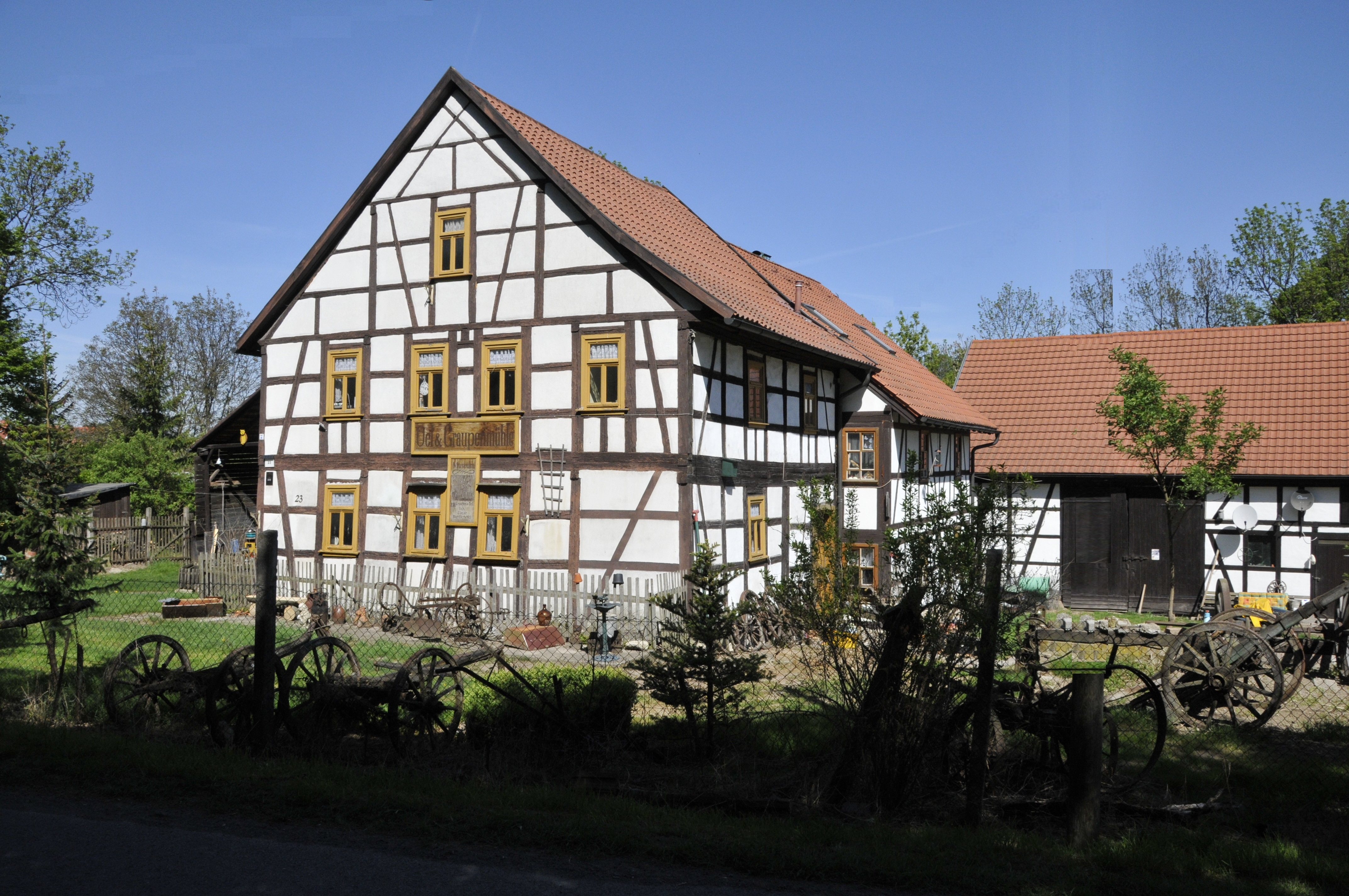
An der Öl- und Graupen-Mühle in Mühlberg
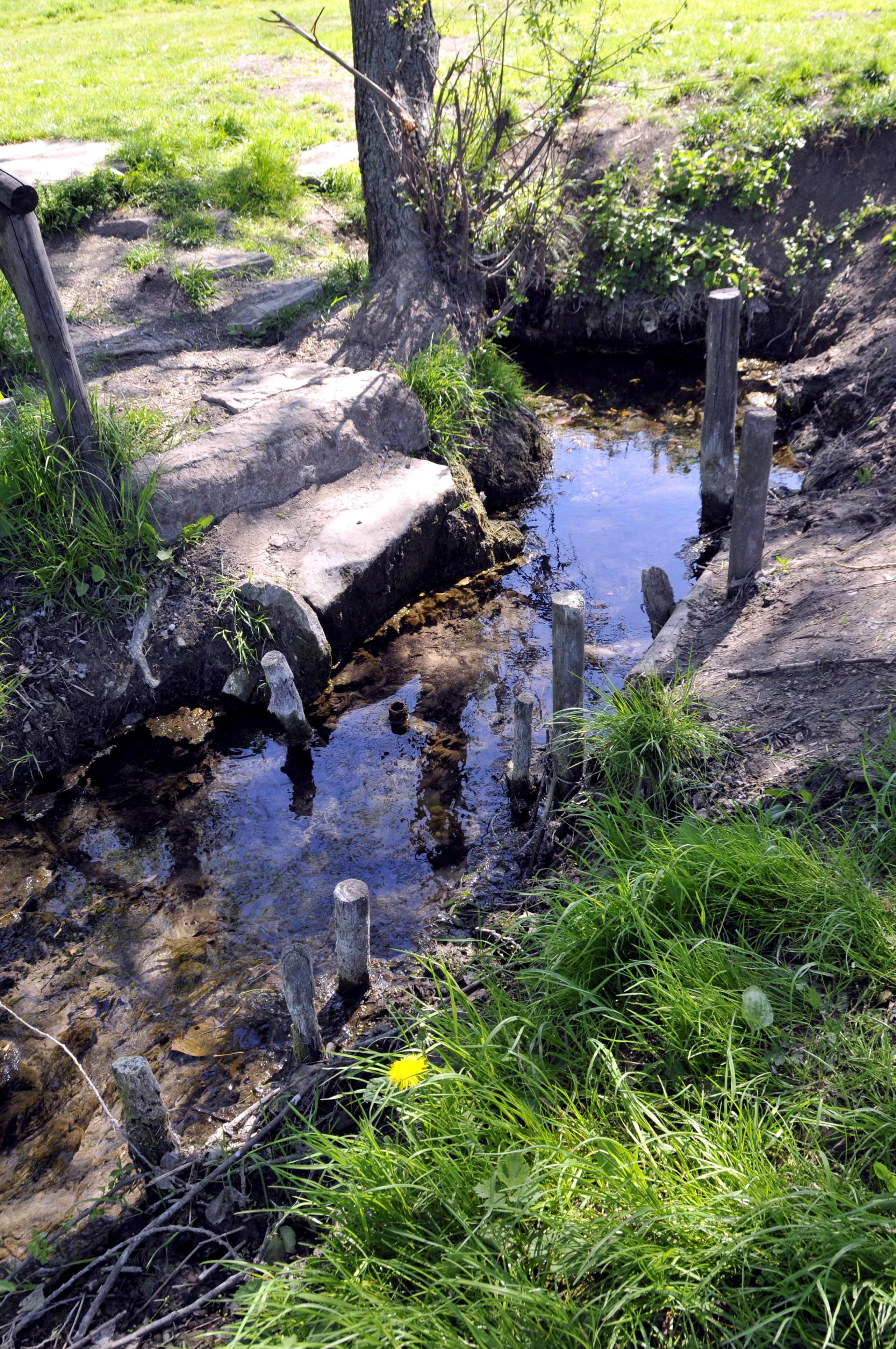
Die „Salzquelle“ bei Sülzenbrücken
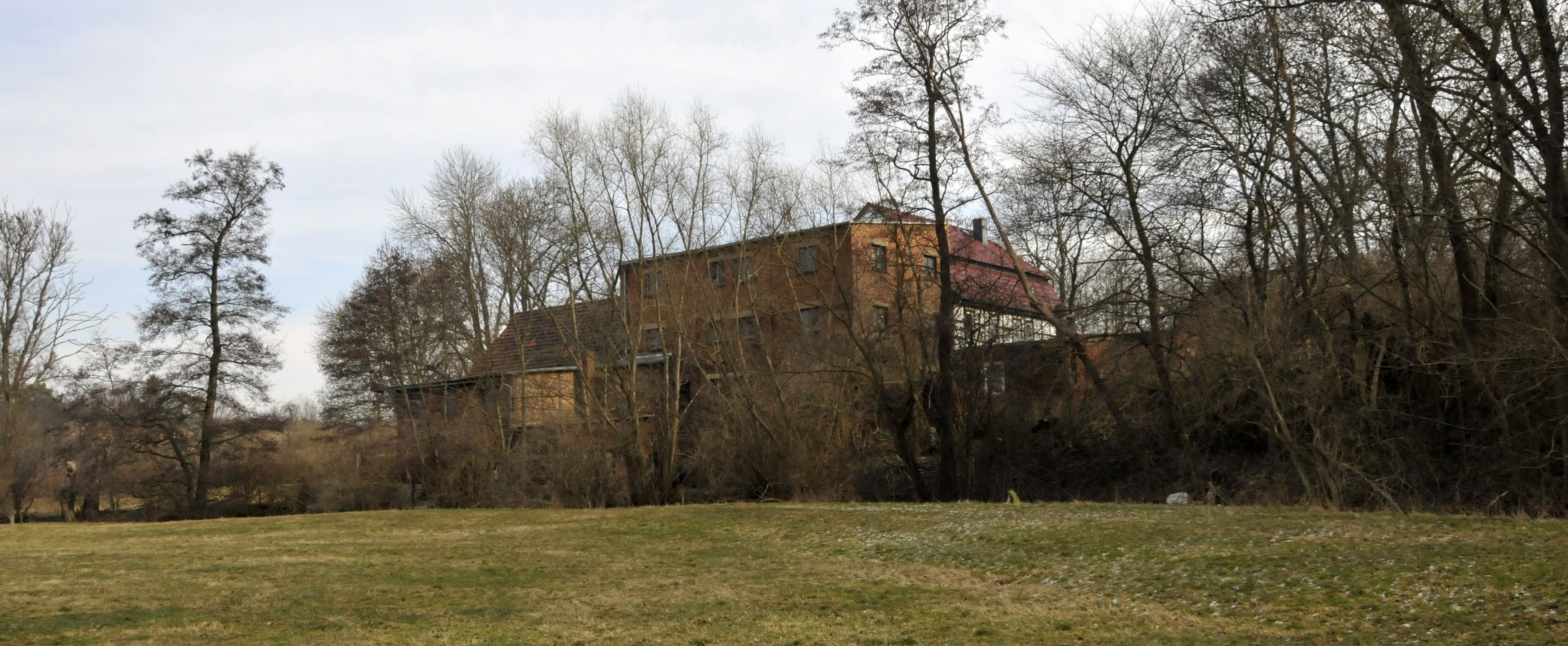
Die Klemmsmühle bei Neudietendorf
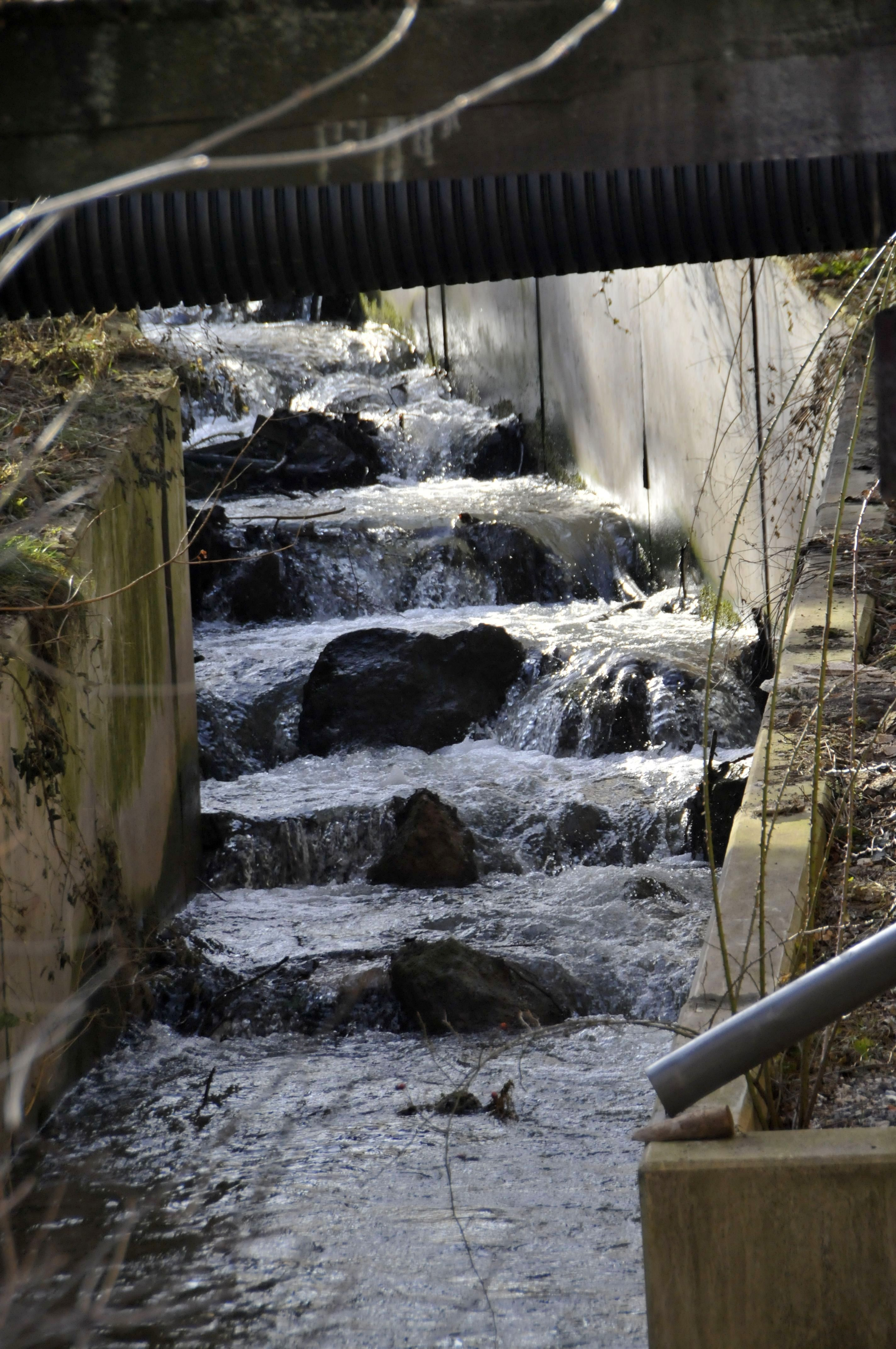
Fischtreppe eines Weidbacharms bei der Untermühle in Neudietendorf
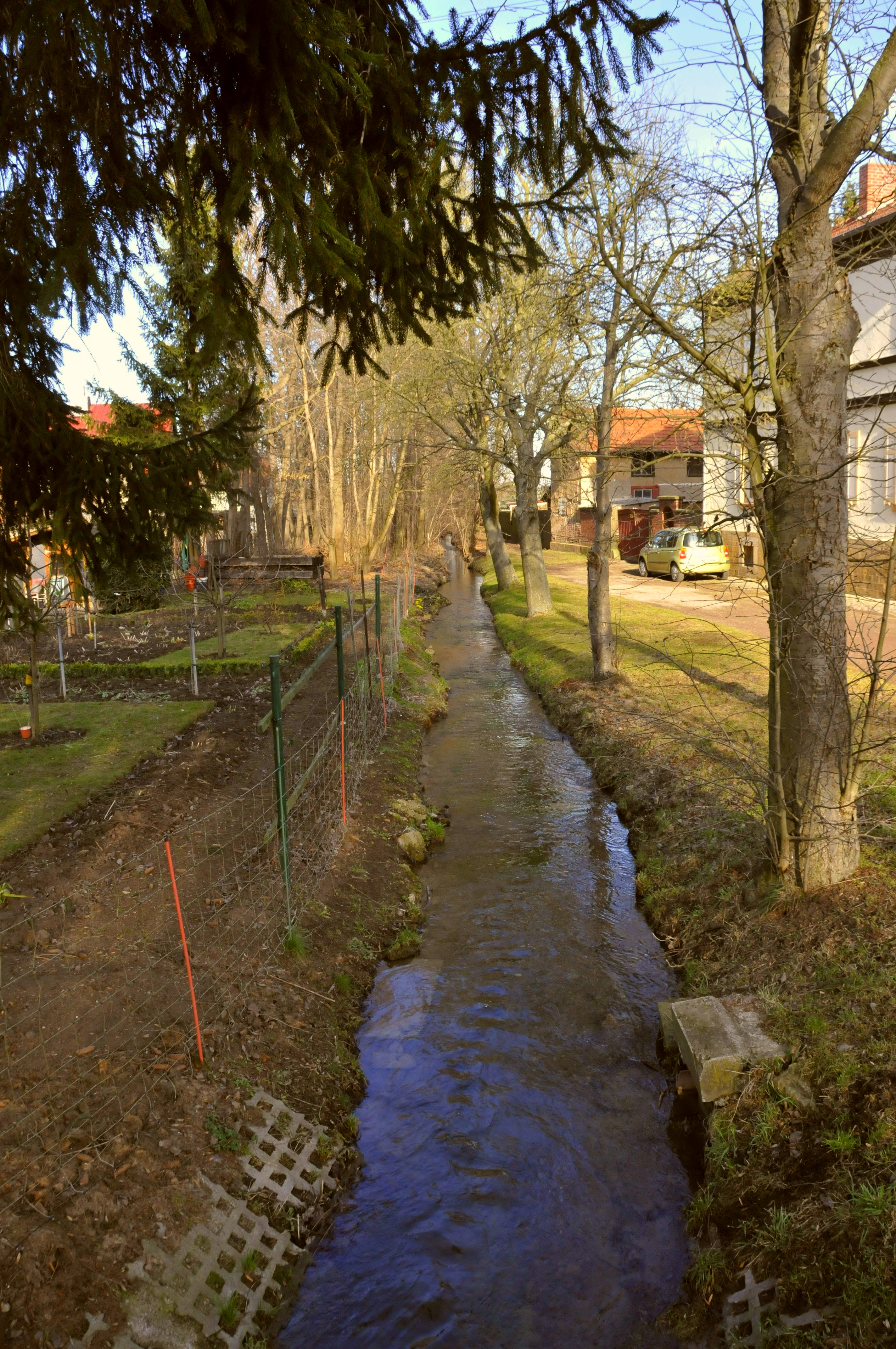
Kurz vor dem Mündung in die Apfelstädt

## Bemerkungen
1. ↑  Auf Informationstafeln und in Wanderkarten wird der Bach gelegentlich fälschlich Waidbach geschrieben. Die hier verwendete Schreibweise wurde aus den topografischen Karten entnommen. Es gibt allerdings einen Waidbach, der als linker Nebenfluss bei Wandersleben in die Apfelstädt mündet.
2. ↑  Weder in aktuellen noch in historischen Flur- und topografischen Karten ist belegt, dass der Bach schon oberhalb des Spring Weidbach heißt/hieß.